# Peter Mohrhardt
Peter Mohrhardt (auch: Morhard, Mohrhart, Morhardt, Mohrhard; Geburtsdatum unbekannt; † 1685 in Lüneburg) war ein deutscher Komponist und Organist der norddeutschen Orgelschule.

## Leben
Mohrhardt war von 1662 bis zu seinem Tod Organist an der Michaeliskirche in Lüneburg.
Von Mohrhardt sind 9 Choralbearbeitungen für Orgel überliefert, die sich ähnlich wie andere Werke norddeutscher Organisten der Stilepoche häufig des Echos bedienen. Weitere Instrumental- und Vokalwerke sind verschollen.